# Louis Vicat

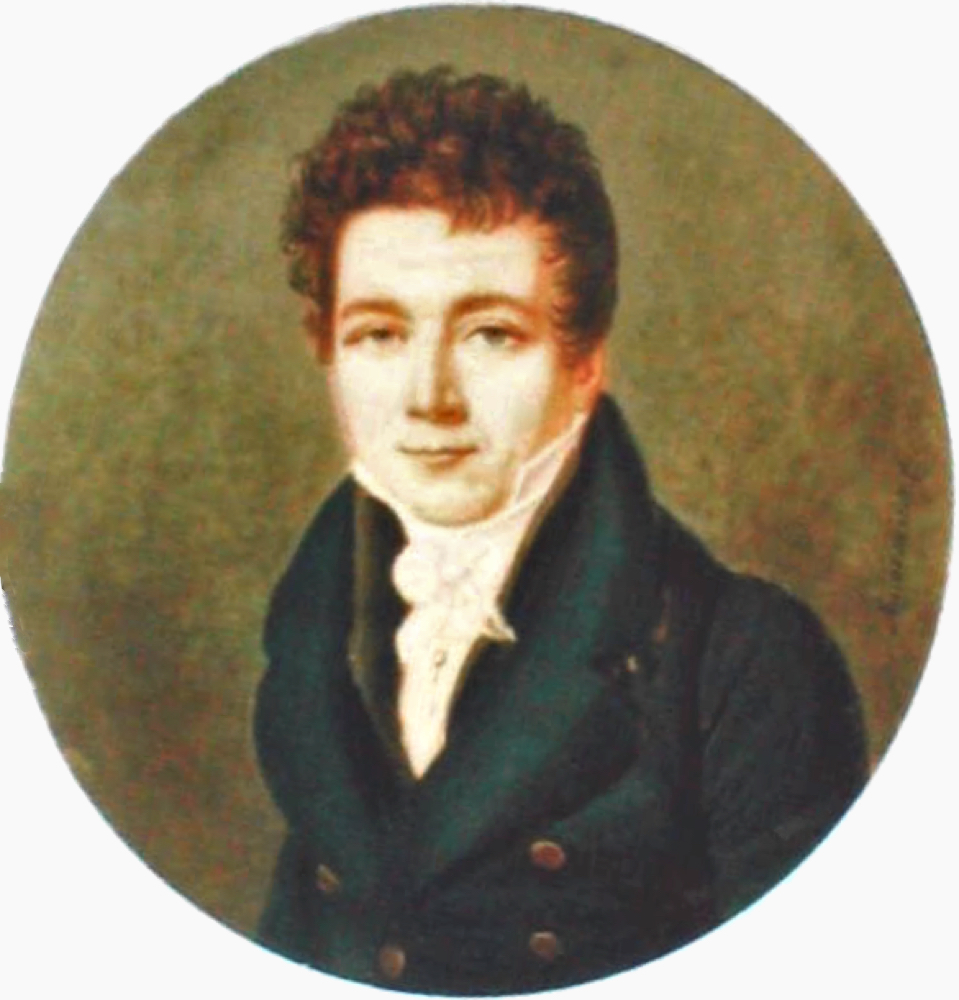
Louis Vicat

Louis Vicat (Nevers, 31 maart 1786 – Grenoble, 10 april 1861) was een Franse ingenieur.
Vicat studeerde in 1804 af aan de École Polytechnique en twee jaar later aan de École nationale des ponts et chaussées. Vicat bestudeerde kalk, cement en mortel en was de uitvinder van de vicatnaald, waarmee de bindingssnelheid van beton en cement kan worden bepaald. Hij is een van de 72 Fransen wier namen in reliëf op de Eiffeltoren zijn aangebracht.
Zijn zoon Joseph was de oprichter van Vicat (Société des Ciments Vicat), vandaag de dag een grote internationale cementfabrikant.

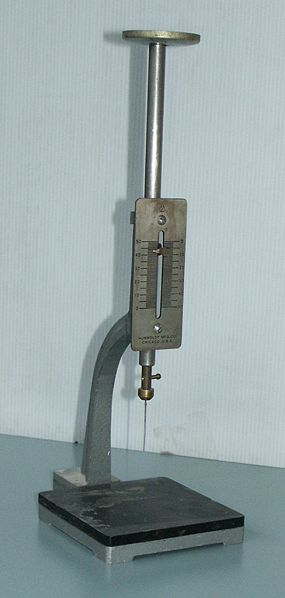
Vicatnaald